# Echo (tygodnik regionalny)
Echo – górnośląski tygodnik regionalny wydawany od dnia 1 maja 1956 roku w Tychach. Początkowo wydawany jako lokalny organ PZPR, od początku lat 90. – przez prywatne wydawnictwo. Obejmował swoim zasięgiem, oprócz Tychów, teren powiatów: bieruńsko-lędzińskiego, mikołowskiego, pszczyńskiego, a także Czechowice-Dziedzice i Mysłowice.
Ukazywał się w środy, w ostatnim okresie w czwartki.
Ze względów finansowych wydawanie Echa zostało zawieszone, ostatni numer ukazał się 21 maja 2020 roku.